# 桃園市新興高級中等學校
新興學校財團法人桃園市新興高級中等學校（英語：Shin Shing High School），簡稱新興高中、新興。成立於1971年，校本部位於桃園市八德區，占地面積約三公頃，前身為新興高級工商職業學校，擁有高中部、高職部、國際中小學。

## 校史
- 1971年：三月成立董事會，推舉魏照金先生為董事長，四月二十四日呈報教育廳立案，創立「新興高級工商職業學校」，設立電子設備修護科、機工科、綜合商業科、汽車修護科。
- 1972年：成立「新興高級工商職業學校附設補習學校」。
- 1981年：美術工藝科設立。
- 1982年：成立第二校區。（為高職部工業類科之汽車科、飛機修護科、機械科使用）
- 1984年：成立語言教學中心。
- 1986年：電子設備修護科、機工科、汽車修護科更名為電子科、機械科、汽車科。
- 1987年：增設資訊科。
- 1988年：增設觀光事業科、國際貿易科、資料處理科；綜合商業科更名為商業經營科。
- 1989年：成立電腦中心與新興航空工業技術訓練中心；美術工藝科更名為廣告設計科。
- 1990年：增設飛機修護科、航空電子科、商用英文科、商用日文科。
- 1991年：增設普通科。
- 1994年：成立研發中心；商用英文科、商用日文科更名為應用外語科（英語組、日語組）。
- 1998年：增設綜合高中；第二校區建置飛機修護棚場。
- 2000年：「補習學校」更名為「進修學校」。
- 2001年：改制為「私立新興高級中學」
- 2002年：成立校友會。
- 2002年：於桃園區富國路購地籌設國中部、國小部。
- 2007年：八月成立「新興國際中小學」。
- 2010年：設立高中部及高職部菁英班。
- 2010年：增設多媒體設計科。
- 2011年：新興學園四十週年校慶。
- 2011年：增設實用技能學程文書處理科。
- 2012年：增設實用技能學程多媒體技術科。
- 2012年9月：學校更名為「新興學校財團法人桃園縣新興高級中學」。
- 2013年：增設電子商務科。
- 2014年：增設實用技能學程汽車修護科
- 2015年：新興學園四十五週年校慶
- 2016年8月1日：學校更名為「新興學校財團法人桃園市新興高級中等學校」。
- 2018年9月1日：綜合高中停招，並增設實用技能學程微電腦修護科。
- 2020年:進修學校停招
- 2020年11月：新興學園五十週年校慶。
- 2021年:廣告設計科停招
- 2022年:進修學校廢除
- 2023年:廣告設計科廢除

## 歷任校長
| 任期 | 姓名   | 就任日期 | 卸任日期 |
| ---- | ------ | -------- | -------- |
| 1    | 陳定淦 | 1971年   | 1982年   |
| 2    | 楊清分 | 1982年   | 2000年   |
| 3    | 魏宏恩 | 2000年   | 2017年   |
| 4    | 金海鑫 | 2021年   | 現任     |

## 科系簡介
- 高中部
  - 普通科
- 高職部
  - 資訊科
  - 電子科
  - 機械科
  - 汽車科
  - 飛機修護科
  - 商業經營科
  - 國際貿易科
  - 資料處理科
  - 觀光事業科
  - 應用英語科
  - 應用日語科
  - 多媒體設計科
  - 電子商務科
- 實用技能學程
  - 汽車修護科
- 國中部
- 國小部

## 外部連結
- （繁體中文）私立新興高級中學 （页面存档备份，存于）
- （繁體中文）私立新興國際中小學 （页面存档备份，存于）
- 來！撲滅黑心校規吧！初步檢核結果發表 （页面存档备份，存于）－20200510人本教育基金會新聞稿